# 보딜 키에르
보딜 발보르 카렌 엘렌 키에르(덴마크어: Bodil Valborg Karen Ellen Kjer, 1917년 9월 2일 ~ 2003년 2월 1일)는 덴마크의 배우이다.

## 출연 작품
- 바베트의 만찬 (1987)